# تلمبه مهدی هرندی
تلمبه مهدی هرندی یک منطقهٔ مسکونی در ایران است که در دهستان اسلامیه واقع شده‌است.